# DZihan & Kamien
dZihan & Kamien è stato un duo di musicisti downtempo e acid jazz austriaci.

## Storia
Vlado dZihan, originario di Sarajevo (Bosnia-Erzegovina), è cresciuto in una famiglia di musicisti suonando assai presto la batteria. Durante la sua carriera ha registrato musiche per il film Arizona Dream. Mario Kamien, di origini tedesche e cresciuto in Svizzera, ha incontrato dZihan durante i loro studi a Vienna. Affascinati entrambi della musica tradizionale araba e Trip hop, unirono le loro esperienze musicali nel primo album, Freaks & Icons.
Il loro primo singolo, Der Bauch, pubblicato nel 1996 sotto il nome di MC Sultan, era popolare nei club europei ed è stato incluso in diverse compilation.
L'album di debutto, Freaks & Icons, è stato pubblicato nel 2000, con la loro etichetta, Couch Records. Il gruppo ha seguito il loro esordio con altri due album, Refreaked nel 2001 e Gran Riserva, nel 2002. Tutti e tre gli album sono stati pubblicati negli Stati Uniti dall'etichetta Six Degrees Records.
Il 16 ottobre 2010 sul proprio sito web ufficiale viene annunciata l'imminente rottura del duo. Assieme viene annunciata l'uscita del loro ultimo album Lost and Found, una raccolta di brani esclusivi e inediti prodotti dal 1998 al 2003.
Questo il messaggio sul sito: "Tutte le cose belle hanno una fine, e mentre i nostri gusti musicali personali si sono sviluppati in direzioni diverse, abbiamo deciso di seguire la natura di artisti e andare avanti. Prima di farlo, ci sono le produzioni Lost and Found che vorremmo condividere con i nostri fan in tutto il mondo "

## Discografia parziale

### Album di studio
- 2000 - Freaks & Icons
- 2002 - Gran Riserva
- 2009 - Music Matters
- 2010 - Lost and Found

### Album dal vivo
- 2004 - Live in Vienna

### Raccolte
- 2001 - Refreaked
- 2005 - Fakes